# Alagoa Nova
Pour les articles homonymes, voir Alagoa.
Alagoa Nova est une ville brésilienne de l'est de l'État de la Paraíba.
Sa population était estimée à 19 146 habitants en 2006. La municipalité s'étend sur 122 km2.